# (240757) Farkasberci
(240757) Farkasberci est un astéroïde de la ceinture principale.

## Description
(240757) Farkasberci est un astéroïde de la ceinture principale. Il fut découvert le 26 mai 2005 à Piszkesteto par Krisztián Sárneczky. Il présente une orbite caractérisée par un demi-grand axe de 3,00 UA, une excentricité de 0,04 et une inclinaison de 11,5° par rapport à l'écliptique.

## Compléments